# رحوم البقالي
رحوم البقالي أو ارحوم البقالي (ولدت بشفشاون) مغنية مغربية متخصصة في التراث الصوفي وبالضبط فن الحضرة الشفشاونية. شاركت رفقة فرقتها في عدة مهرجانات وملتقيات فنية وثقافية على الصعيد الوطني والدولي، مما مكنها أن تكسب تجربة كبيرة في هذا الميدان.

## حياتها
ولدت رحوم البقالي بمدينة شفشاون شمال المغرب وترعرعت بها. كبرت وسط أسرة محافظة لها جذور وانتساب إلى الزاوية البقالية المنحدرة من قبيلة الحرائق، حيث يقام سنويا موسم ديني كانت تحضره رفقة أسرتها، ما جعل الزاوية أول خطوة لها في عالم الموسيقى الروحية، قبل انخراطها بالمعهد الموسيقي عن سن 12 سنة. تعلمت رحوم أصول الموسيقى الأندلسية على يد مجموعة من الأساتذة، وساندها أخوها صلاح ماديا ومعنويا في تطورها الموسيقي. درست رحوم بشفشاون وتطوان والرباط حتى حصلت على الجائزة الأولى في الصولفيج، والشهادة الشرفية (الإتقان الثاني) في الموسيقى الأندلسية. عادت رحوم بعد ذلك لشفشاون حيث أصبحت أستاذة لمادة الموسيقى الأندلسية والصولفيج والبيانو بالمعهد الموسيقي بالمدينة وتشتغل كذلك على فن الحضرة الشفشاونية أكاديميا وتقوم بتلقينه للفتيات.
سنة 2004, أسست رحوم البقالي مجموعة نسائية للحضرة الشفشاونية، وهي أول مجموعة صوفية نسوية بالمدينة.

## الحضرة الشفشاونية
يعتبر فن الحضرة الشفشاونية فنا متجدرا في تاريخ مدينة شفشاون, حيث أن جذور هذا الفن الصوفي تمتد إلى القرن العاشر الهجري. يرتكز فن الحضرة الشفشاونية النسائي على مواضيع الحب الصوفي ومدح النبي محمد على الطريقة الأندلسية، وذلك من خلال إيقاع يؤدى ضمن قالب ستة عشر على أربعة.
قبل سنة 2004، كانَ نطاق فن الحضرة الشفشاونية لا يتجاوز حدود الخيام وقاعات الحفلات التي تُقام فيها الأعراس والمناسبات الخاصّة, ولم يكن مسجلا في الإذاعة أو التلفزيون, و إنما كانت تتناقله الأجيال شفهيا جيلا بعد جيل. بعد تأسيس مجموعة رحوم البقالي, بدأ الناس بالتعرف على هذا الفن سواء بالمغرب أو خارجه. تتكون مجموعة رحوم البقالي من 14 عضوة ترتدين ملابس تقدليدية من شفشاون وهي القفطان والطاكون وجوهر فرسانه وسبنية الحرير، وحزام دق الميكنة.

### لقاءات إذاعية
- لقاء رحوم البقالي مع إذاعة مونت كارلو الدولية.

### برامج تلفزية
- حلقة من برنامج "نساء من ذهب" حول رحوم البقالي - التلفيزون العربي (2016).
- سفر فني مع ارحوم البقالي في تراث "الحضرة الشفشاونية - القناة الرابعة المغربية.